# Dmitrij Petrov (friidrottare)
Dmitrij Jurjevitj Petrov, född den 4 januari 1982, är en rysk friidrottare som tävlar i kortdistanslöpning.
Petrov deltog i det ryska stafettlaget på 4 x 400 meter som blev bronsmedaljörer vid inomhus-VM 2006 i Moskva. Vid samma mästerskap var han i final på 400 meter och slutade på en sjätte plats på tiden 47,33.

## Personligt rekord
- 400 meter - 46,38